# La Noue
La Noue település Franciaországban, Marne megyében. Lakosainak száma 377 fő (2022. január 1.). La Noue Les Essarts-lès-Sézanne, Champguyon, Esternay és Mœurs-Verdey községekkel határos.

## Népesség
A település népességének változása:
| Lakosok száma | 212  | 201  | 172  | 259  | 379  | 396  | 407  | 420  | 409  | 377  |
|               | 1968 | 1982 | 1990 | 2006 | 2013 | 2015 | 2017 | 2019 | 2020 | 2022 |